# Othmar Huber
Othmar Huber est un ancien arbitre suisse de football des années 1960, affilié à Thoune.

## Carrière
Il a officié dans des compétitions majeures : 
- Coupe de Suisse de football 1958-1959 (finale[2])
- Coupe intercontinentale 1961 (match aller)